# Potenciál (lingvistika)
Potenciál (latinsky modus potentialis, zkráceně POT) je slovesný způsob, který vyjadřuje možnost, pravděpodobnost. Vyskytuje se v perštině, japonštině, sanskrtu, sámštině, finštině, votštině a dalších ugrofinských jazycích.

## Finština
Ve finštině je tento způsob knižní a z mluveného jazyka prakticky vymizel. Finský potenciál má význam epistemické nejistoty: Hän halunnee 'snad bude chtít'. Lze jej použít pouze v přítomném nebo minulém čase. Tvoří se připojením sufixu -ne- a osobní koncovky k souhláskovému nebo samohláskovému kmeni. Pokud kmen slovesa končí na souhlásky -l, -r nebo -s, asimiluje se iniciální konsonant sufixu (-n-) s finálním konsonantem kmene: -ne > -le, -re nebo -se (např. tulla: tul- + -ne- → tulle- → tullet, „snad přijdeš“). Opačný směr asimilace nastává u verb kontrakt, sloves se staženým kmenem, kdy kmenové -t asimiluje s iniciálním konsonantem sufixu: -tne > -nne (např. palata → palannet, „snad se vrátíš“). Zabraňuje se tak narušení pravidel fonologické kombinatoriky. Při tvoření potenciálu slovesa „být“ (olla), je kmen ole- nahrazen kmenem lie-, místo ollen tedy vzniká lienen, „snad jsem“. Minulý čas potenciálu se skládá z potenciálního tvaru slova být a druhého participia.

## Maďarština
V maďarštině má potenciál význam možnosti, faktické potenciality: akarhat 'může chtít', nikoli 'snad bude chtít'. Tvoří se příponou -hat / -het. S maďarským potenciálem lze kombinovat i další morfologicky vyjádřené slovesné způsoby.